# فیلم در ۲۰۲۳
فیلم در ۲۰۲۳، بر رویدادهایی از جمله مراسم اعطای جوایز، جشنواره‌های فیلم و فهرستی از فیلم‌های منتشر شده مخصوص کشور و همچنین مرگ‌ها مرور می‌کند.

## پرفروش‌ترین فیلم‌ها در سال ۲۰۲۳

### پرفروش‌ترین فیلم‌ها در جهان
| رتبه | عنوان                              | توزیع‌کننده    | فروش جهانی     |
| ---- | ---------------------------------- | ------------- | -------------- |
| ۱    | باربی                              | برادران وارنر | $۱٬۴۴۵٬۶۳۸٬۴۲۱ |
| ۲    | فیلم برادران سوپر ماریو            | یونیورسال     | $۱٬۳۶۱٬۹۶۴٬۴۲۹ |
| ۳    | اوپنهایمر                          | یونیورسال     | $۹۵۹٬۵۳۴٬۶۶۸   |
| ۴    | نگهبانان کهکشان بخش ۳              | دیزنی         | $۸۴۵٬۵۵۵٬۷۷۷   |
| ۵    | فست اکس                            | یونیورسال     | $۷۱۴٬۵۸۲٬۳۷۵   |
| ۶    | مرد عنکبوتی: در میان دنیای عنکبوتی | سونی          | $۶۹۰٬۸۹۷٬۹۱۰   |
| ۷    | رودخانه سرخ                        | گروه فیلم چین | $۶۳۴٬۶۳۱٬۲۸۲   |
| ۸    | وانکا                              | برادران وارنر | $۶۱۷٬۹۸۵٬۷۹۵   |
| ۹    | زمین سرگردان ۲                     | سی‌اف‌جی‌سی      | $۶۰۴٬۴۶۰٬۵۳۸   |
| ۱۰   | پری دریایی کوچولو                  | دیزنی         | $۵۶۹٬۶۲۶٬۲۸۹   |

### پرفروش‌ترین فیلم‌های آمریکایی
| رتبه | عنوان                                 | توزیع‌کننده                 | فروش داخلی   |
| ---- | ------------------------------------- | -------------------------- | ------------ |
| ۱    | باربی                                 | برادران وارنر پیکچرز       | $۶۳۶٬۲۳۶٬۴۰۱ |
| ۲    | فیلم برادران سوپر ماریو               | یونیورسال پیکچرز           | $۵۷۴٬۹۳۴٬۳۳۰ |
| ۳    | مرد عنکبوتی: در میان دنیای عنکبوتی    | گروه سینمایی سونی پیکچرز   | $۳۸۱٬۵۸۶٬۱۱۲ |
| ۴    | نگهبانان کهکشان بخش ۳                 | استودیو سینمایی والت دیزنی | $۳۵۸٬۹۹۵٬۸۱۵ |
| ۵    | اوپنهایمر                             | یونیورسال                  | $۳۲۸٬۴۵۶٬۳۷۰ |
| ۶    | پری دریایی کوچولو                     | دیزنی                      | $۲۹۸٬۱۷۲٬۰۵۶ |
| ۷    | مرد مورچه‌ای و زنبورک: شیدایی کوانتومی | دیزنی                      | $۲۱۴٬۵۰۶٬۹۰۹ |
| ۸    | وانکا                                 | برادران وارنر پیکچرز       | $۱۹۶٬۰۵۳٬۲۹۵ |
| ۹    | جان ویک: بخش ۴                        | لاینزگیت فیلمز             | $۱۸۷٬۱۳۱٬۸۰۶ |
| ۱۰   | صدای آزادی                            | انجل استودیوز              | $۱۸۴٬۱۷۴٬۶۱۷ |

## فهرست‌های فیلم‌ها
بر پایه کشور/ناحیه
- فهرست فیلم‌های آمریکایی ۲۰۲۳
- فهرست فیلم‌های هندی  ۲۰۲۳
  - فهرست فیلم‌های سینمای هند ۲۰۲۳
  - فهرست فیلم‌های تامیل ۲۰۲۳
  - فهرست فیلم‌های مالایالم ۲۰۲۳
  - فهرست فیلم‌های تلوگو ۲۰۲۳
  - فهرست فیلم‌های بنگالی ۲۰۲۳
  - فهرست فیلم‌های آسامی ۲۰۲۳
  - فهرست فیلم‌های گجراتی ۲۰۲۳
  - فهرست فیلم‌های بوجپوری ۲۰۲۳
  - فهرست فیلم‌های کنادا ۲۰۲۳
  - فهرست فیلم‌های مراتی ۲۰۲۳
  - فهرست فیلم‌های اوریه ۲۰۲۳
  - فهرست فیلم‌های پنجابی ۲۰۲۳
  - فهرست فیلم‌های تولو ۲۰۲۳

بر پایه ژانر
- فهرست فیلم‌های پویانمایی ۲۰۲۳
- فهرست فیلم‌های ترسناک ۲۰۲۳

## رویدادها

### مراسم‌های اهدای جوایز
| تاریخ      | رویداد                            | میزبان                      | مکان                                           | منبع        |
| ---------- | --------------------------------- | --------------------------- | ---------------------------------------------- | ----------- |
| ۱۰ ژانویه  | هشتادمین مراسم گلدن گلوب          | انجمن مطبوعات خارجی هالیوود | بورلی هیلز، کالیفرنیا، کالیفرنیا، ایالات متحده | [ ۳ ] [ ۴ ] |
| ۱۱ مارس    | چهل و سومین دوره جوایز تمشک طلایی | بنیاد جایزه تمشک طلایی      | لس آنجلس، کالیفرنیا، ایالات متحده آمریکا       | [ ۵ ]       |
| ۱۲ مارس    | نود و پنجمین دوره جوایز اسکار     | آکادمی علوم و هنرهای سینما  | لس آنجلس، کالیفرنیا، ایالات متحده آمریکا       | [ ۶ ]       |
| ۲۶ – ۲۷ مه | جوایز آکادمی بین‌المللی فیلم هند   | آکادمی بین‌المللی فیلم هند   | ابوظبی، امارات متحده عربی                      | [ ۷ ]       |

### جشنواره‌های فیلم
| تاریخ               | رویداد                               | میزبان                         | مکان                                 | منبع   |
| ------------------- | ------------------------------------ | ------------------------------ | ------------------------------------ | ------ |
| ۱۹ – ۲۹ ژانویه      | جشنواره فیلم ساندنس ۲۰۲۳             | جشنواره فیلم ساندنس            | پارک سیتی، یوتا، ایالات متحده آمریکا | [ ۸ ]  |
| ۱۶ – ۲۶ فوریه       | ۷۳مین جشنواره بین‌المللی فیلم برلین   | جشنواره بین‌المللی فیلم برلین   | برلین، آلمان                         | [ ۹ ]  |
| ۲۵ ژانویه – ۵ فوریه | ۵۲مین جشنواره بین‌المللی فیلم روتردام | جشنواره بین‌المللی فیلم روتردام | روتردام، هلند                        | [ ۱۰ ] |
| ۱۶ – ۲۷ می          | جشنواره فیلم کن ۲۰۲۳                 | جشنواره کن                     | کن، فرانسه                           | [ ۱۱ ] |